# Trierer Walzwerk

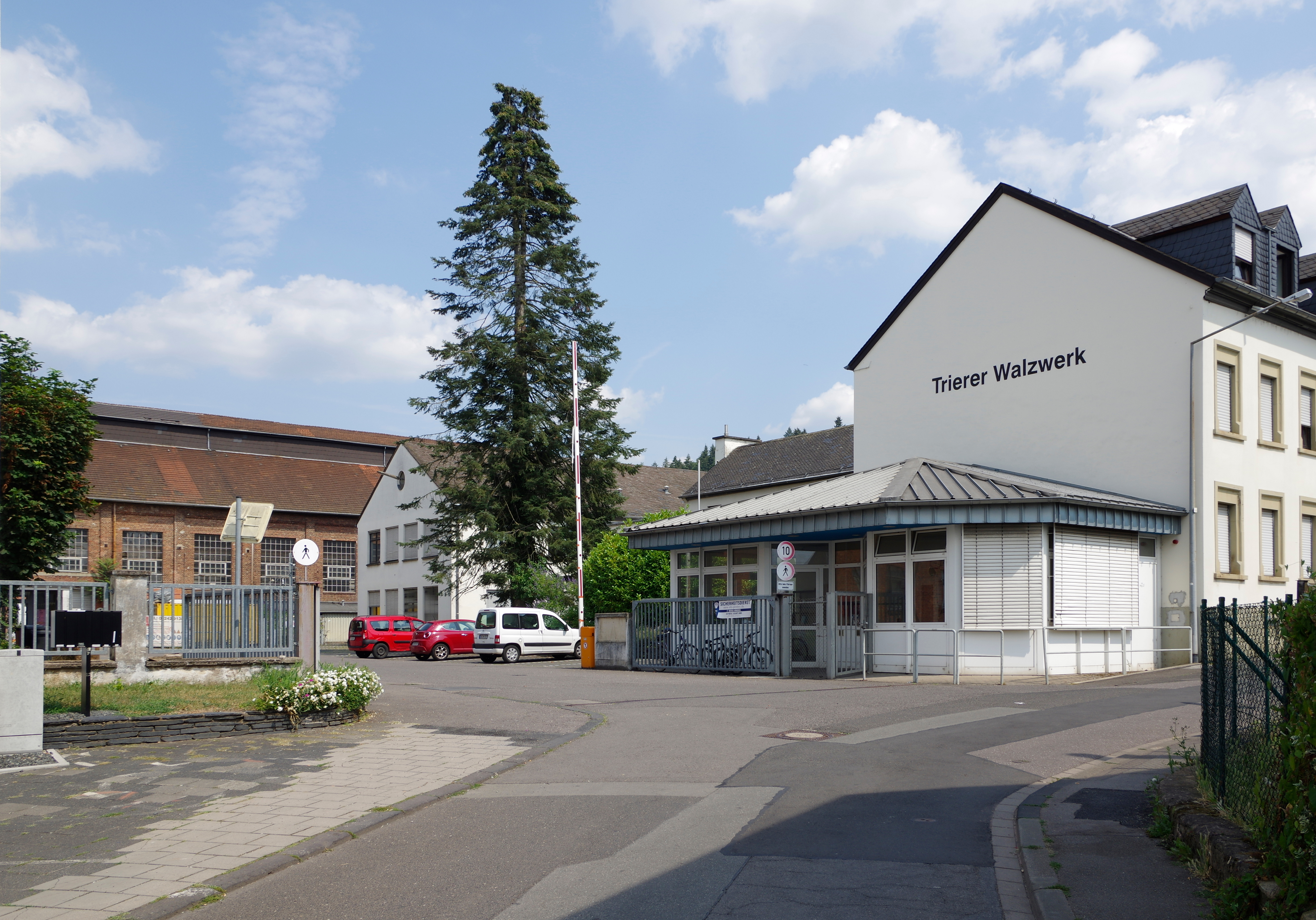
Ehem. Trierer Walzwerk

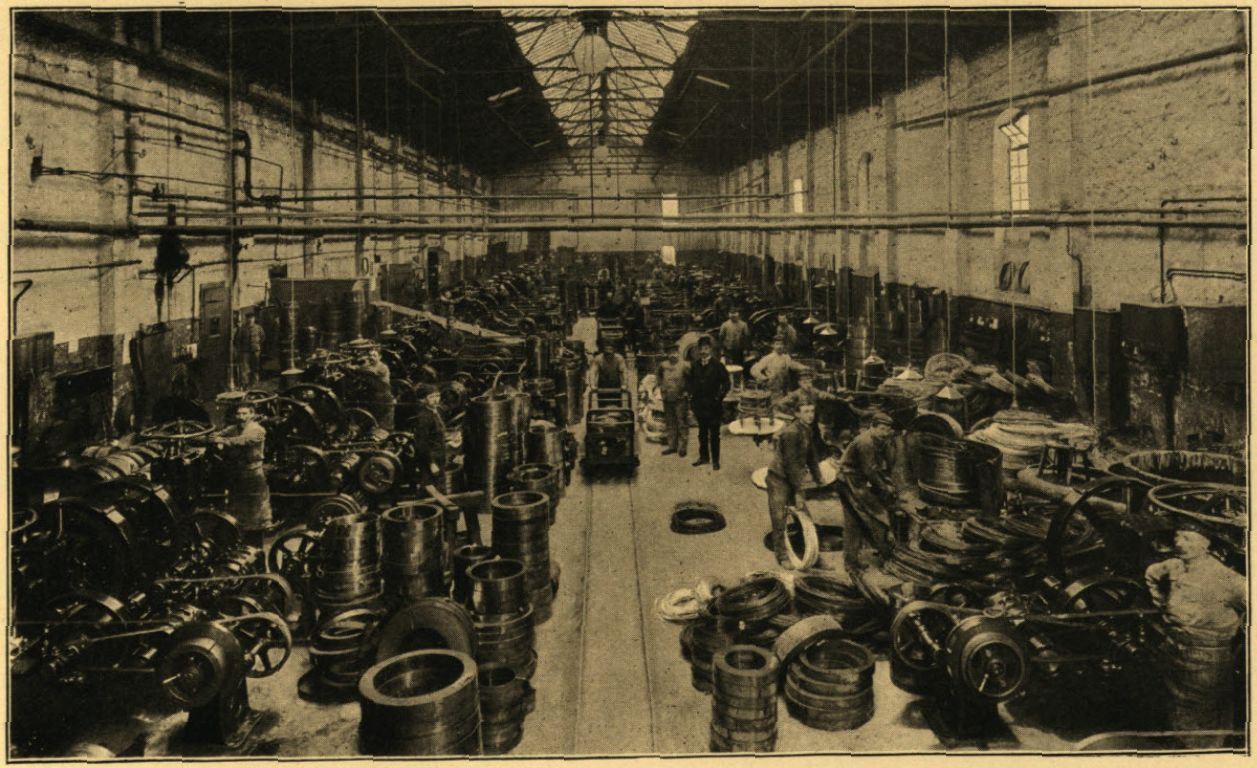
Trierer Walzwerk um 1910

Das Trierer Walzwerk war ein Unternehmen in der Branche Stahl und Metalle in Trier-Kürenz, Rheinland-Pfalz.
Die Trierer Walzwerk Aktiengesellschaft, Trier – Kürenz, Güterstraße wurde am 18. März 1900 von August Kohlstadt (Fabrikant), Wilhelm Rautenstrauch (Kaufmann) und Adrian Reverchon (Bankier) gegründet.
1912 entstand das Werk II in der Brühlstraße, Kürenz, zwischen Brühlstraße, Rosenstraße, Domänenstraße und Bahn.
1914 hatte das Unternehmen 400 Beschäftigte.
Es kam 1921 an das Unternehmen Hoesch in Dortmund, 1982 an die Hille & Müller-Gruppe, Düsseldorf und 1997 an Hoogovens NV.
Diese fusionierte 1999 mit der British Steel zu Corus und kam 2006 an das Montanunternehmen Tata Steel mit Sitz in Mumbai, Indien.
Ende 2014 wurde die Produktion eingestellt.
2015 kaufte der Trierer Projektentwickler Triwo das Areal.
Dort soll ein städtisches Wohnviertel mit 360 Wohnungen entstehen.